# Sony Alpha 5000
Die Sony α5000 (oder Sony Alpha 5000) ist ein spiegelloses Systemkameragehäuse aus der α-Reihe von Sony. Das Modell mit der internen Nummer ILCE-5000 wurde am 7. Januar 2014 von Sony angekündigt. Da die Kamera NFC und Wi-Fi beinhaltet, bezeichnete sie Sony als „die leichteste Wechselobjektivkamera“ mit Wi-Fi. Das Nachfolgemodell der Sony Alpha 5000 ist die Sony Alpha 5100. Das Modell wurde Ende 2018 eingestellt.